# الهيئة الدولية للموارد الطبيعية
الهيئة الدولية للموارد الطبيعية (بالإنجليزية: International Resource Panel)‏ (اختصاراً IRP) هي هيئة علمية دولية مستقلة ومختصة تابعة الأمم المتحدة تهدف إلى مساعدة الدول في إدارة الموارد الطبيعية واستدامتها من غير إلحاق تبعات سلبية على نموها الاقتصادي وعلى الحاجات البشرية.
تتبع الهيئة الدولية للموارد الطبيعية إلى برنامج الأمم المتحدة للبيئة في مقره في مدينة باريس الفرنسية. يدأ التفكير بإنشاء هذه الهيئة منذ قمة ريو سنة 1992، ومنذ سنة 2005 تلقت الهيئة دعماً إضافياً من الاتحاد الأوروبي، إلى أن أعلن رسمياً عن تأسيسها في سنة 2007.